# Kéven Sousa
Kéven Jorge Ramos Sousa (6 giugno 1989) è un calciatore capoverdiano, portiere del Mindelense e della nazionale capoverdiana.

## Biografia
Sospeso per cinque mesi dal Consiglio di giustizia della FCF per una irregolarità nel tesseramento, nella primavera del 2017 viene accertato che il vero nome del calciatore non è Kevin ma Kéven. Il calciatore sarebbe inoltre nato nel 1989 e non nel 1994 come precedentemente dichiarato.

## Carriera

### Club
A partire dalla stagione 2014-2015 gioca nel Nacional.

### Nazionale
Ha esordito in Nazionale nel il 19 novembre 2014 nel match di qualificazione alla Coppa d'Africa 2015 perso 1-0 contro lo Zambia. È stato convocato per la Coppa d'Africa 2015 in qualità di portiere di riserva.